# Mesomys leniceps
Mesomys leniceps är en däggdjursart som beskrevs av Thomas 1926. Mesomys leniceps ingår i släktet Mesomys och familjen lansråttor. IUCN kategoriserar arten globalt som otillräckligt studerad. Inga underarter finns listade i Catalogue of Life.
Denna gnagare förekommer vid östra sidan av Anderna i norra Peru. Individer hittades 1980 meter över havet. Arten lever i molnskogar.